# Breites Moor
Breites Moor este o arie protejată (sit de importanță comunitară — SCI) din Germania întinsă pe o suprafață de 121 ha, integral pe uscat.

## Localizare
Centrul sitului Breites Moor este situat la coordonatele 52°42′07″N 10°10′43″E / 52.7019°N 10.1786°E.

## Înființare
Situl Breites Moor a fost declarat sit de importanță comunitară în octombrie 1998 pentru a proteja 1 specie de animale.

## Biodiversitate
Situată în ecoregiunea atlantică, aria protejată conține 5 habitate naturale: Lacuri și iazuri distrofice naturale, Turbării active, Mlaștini turboase de tranziție și turbării mișcătoare, Depresiuni pe substraturi de turbă de Rhynchosporion, Mlaștini împădurite.
La baza desemnării sitului se află o specie protejată de  nevertebrate: libelule (Leucorrhinia pectoralis).
Pe lângă speciile protejate, pe teritoriul sitului au mai fost identificate 2 specii de plante.